# La Lanterne magique (Hébert)
La Lanterne magique (La Lanterna magica) è il primo opuscolo scritto da Jacques-René Hébert e pubblicato senza il nome dell'autore nei primi mesi del 1790.

## Storia
La pubblicazione fu commissionata dall'editore, la vedova Dubois, al dottor Boisset, già autore di una Vita di Maria Antonietta, che per favorire Hébert, allora in miseria, gli offrì di scriverlo al suo posto. Si tratta di un'imitazione della Lanterne magique, suivie du petit chansonnier français (Lanterna magica, seguita dal piccolo canzoniere francese), uscita nel 1787.
Il libro si compone di dodici incisioni commentate da Hébert e forma una sorta di panoramica storica degli eventi « più importanti dopo l'Assemblea dei Notabili fino ad oggi », vale a dire fino alla fine del 1789.
La prima incisione mostra l'operatore con la sua lanterna di fronte agli spettatori, mentre la dea della Verità solleva la tenda che copre la lanterna. La seconda incisione rappresenta degli aristocratici bendare gli occhi del re e Madame de Polignac, « perfida megera » dalla cui bocca esce un serpente che s'insinua sul petto della regina.
Nella terza incisione il carro della prodigalità che sparge oro intorno a sé è seguito dalla figura della Rapina. Nella quarta, un prete e un nobile forgiano delle catene su un'incudine, mentre la Polignac soffia sul fuoco della fucina. Nella quinta, il ministro Necker cerca di togliere la benda che copre gli occhi di Luigi XVI, ma dei nobili glielo impediscono.
La sesta rappresenta un nobile affilare un pugnale, e un prete e la Polignac preparare dei veleni. Nella settima incisione un oratore chiama i cittadini alle armi, e nell'ottava la folla arresta un nobile che fuggiva « con la rabbia nel cuore ». Nella nona, « il benefico genio che veglia sulla Francia toglie finalmente la benda fatale che da così tanto tempo copriva gli occhi del Re ».
Nella decima incisione il duca de Liancourt annuncia ai reali la morte del panettiere Denis François, nell'undicesima si mostra il genio della Libertà che atterra l'idra dell'aristocrazia, e nell'ultima appare la Costituzione, « una bella donna posta su un piedistallo molto largo a designare come la base di questa Costituzione sarà solida e durevole ».